# قادر أباد (دامنكوه)
قادر أباد (بالفارسية: قادرآباد) هي مستوطنة تقع في إيران في قسم دامنكوه الريفي. يقدر عدد سكانها بـ 85 نسمة بحسب إحصاء 2016.